# Панама
Вижте пояснителната страница за други значения на Панама.
Република Панама (на испански: República de Panamá) е най-южната държава в Централна Америка. Тя граничи на северозапад с Коста Рика и на изток с Колумбия.

## История
Панамският провлак се формира преди около 3 млн. години, когато Северна и Южна Америка се свързват окончателно и животински и растителни видове от двата континента започват движение на юг и север.
- 1501 г. – открита от испанците;
- 1502 г. – Христофор Колумб основава първите селища;
- 1519 г. – основан град Панама;
- 1542 г. – територията е подчинена на генерал-капитанство Гватемала;
- 1671 г. – град Панама е разрушен и разграбен от английски пирати;
- 1718 г. – влиза в състава на вицекралство Нова Гренада;
- 1821 г. – Панама става независима от испанците във федерация Велика Колумбия;
- 1830 г. – влиза в състава на Нова Гренада (Колумбия);
- 3 ноември 1903 г. – провъзгласена е независимостта на република Панама;
- 1914 г. – открит е Панамският канал, територията около който става собственост на САЩ;
- 1979 г. – Зоната на Панамския канал става панамска;
- 1989 г. – въоръжена намеса на САЩ и сваляне на военния режим на Нориега, демократизация на страната.

## Държавно устройство
Панама има представителна демокрация. Еднокамарният парламент се избира на всеки 5 години и се състои от 78 депутати.

## Административно деление
Панама е разделена на 10 провинции и 5 територии. Провинциите са: Бокас дел Торо, Кокле, Колон, Дариен, Лос Сантос, Панама, Панама Оесте, Чирики, Ерера и Верагуас. Териториите са: Ембера-Уоунаан, Куна де Мадуганди, Гуна Яла, Нгьобе-Бугле и Куна де Уарганди.

## География
Панама е разположена в Централна Америка, между Колумбия и Коста Рика и граничи с Карибско море и Тихия океан. Разположението ѝ на Панамския провлак е стратегическо. Страната контролира Панамския канал, който свързва Атлантическия с Тихия океан.
В западните части на Панама е разположена планинската верига Кордилера де Таламанка, а в източната има ниски възвишения, отнасящи се към Андите. По-голямата част е низинна. Най-високата точка на страната е вулканът Бару, висок 3475 метра.
Регионът Дариен в източната част на Панама представлява почти непроходима джунгла, където колумбийски партизани и наркотрафиканти често отвличат заложници. Панамериканската магистрала, която свързва Аляска с Патагония, е прекъсната на това място по тази причина и поради движенията за защита на джунглата.
Дивият свят на Панама е най-разнообразният от всички страни в Централна Америка. В страната живеят много видове, както северно-, така и южноамерикански.
На територията на Панама има над 500 реки. Повечето от тях не са плавателни и образуват крайбрежни делти. Една от малкото големи реки е Рио Чагрес, на която е построена огромна водноелектрическа централа. Други важни реки са Рио Чепо и Рио Туира.

## Икономика
Страната е един от най-големите финансови, търговски и транспортни центрове в Латинска Америка. Голяма роля в икономиката на Панама играе и Панамският канал, през който минават годишно над 14 хил. кораба (даващи приход от около 500 млн. щатски долара). В страната действат американски капитали. Водеща промишлена дейност е корабоплаването.
- Износ: дрехи, банани, месо от едър рогат добитък, морски продукти, захар, кафе, тютюн.
- Селско стопанство – отглеждат се главно банани, цитруси, кафе, тютюн и др.
- Транспорт – шосета 11 хил. км от тях 4 хил. асфалтирани, жп-линии – 355 км.
- Основни морски пристанища – Колон и Панама
- ООП – 3080 щ.д.

Паричната единица е щатският долар, а местните монети, използвани като центове, се наричат балбоа.

## Население
През 2008 населението на Панама е 4 000 100 души. Според данните от 2000, най-голяма част от населението представляват метисите (50,1%). Негрите и мулатите представляват 22%. Останалата част от населението са американски индианци 6,7%, бели латиноамериканци 8,6%, азиатци 5,5% и други 7,1%. Индианците в Панама са 7 племена – ембера, унан, гуайми (нгобе), бугле, куна, насо и брибри. Повече от половината население на Панама живее в столицата Панама Сити и околностите ѝ.
Културата, обичаите и езиците на панамците са главно карибски и испански. Испанският е официалният език и е майчин език на 93% от населението. Някои малцинства в страната говорят и английски, и испански, а на други майчиният език е нгабере.
Панама е сред испаноговорещите страни с най-малко население в цяла Латинска Америка (3 918 302 към август 2014), следвана от Уругвай (3 463 000).
Основната религия в страната е римокатолицизъм – според някои източници около 75 – 85% от населението се самоопределят като католици и 15 – 25% евангелисти. Религията на около 2% от населението на Панама е бахайството. В столицата на страната се намира един от седемте в света бахайски домове на преклонението. По-малки религиозни групи са евреите и мюсюлманите – около 10 000 души всяка и още по-малки групи индуисти, будисти и растафари. Местните религии са ибеоргун (сред племето Куна) и маматата (племето Нгобе).

## Култура
Културата на Панама произхожда от европейската култура, пренесена от испанците, смесена с африканската и местната индианска култура. Например танцът тамборито е испански танц, който е съчетан с местни американски ритми, музикални теми и танцови движения. Танцът е символ на смесването на различни култури в Панама. Панамският фолклор може да бъде опознат чрез многобройните фестивали, танци и традиции, които се развиват на представления и концерти, на които се изпълняват испанско реге, кубинска музика, регетон, хаитянска и колумбийска музика, джаз, блус. Извън Панама Сити през цялата година се провеждат фестивали, на които представления изнасят местни музиканти и танцьори. Друг пример за смесената култура на Панама може да се види в традиционните изделия и произведения, като дърворезбите, церемониалните маски и грънчарството, а също и в архитектурата, кухнята и фестивалите. В по-стари времена кошници са били плетени за домашна употреба, но днес много села разчитат почти изцяло на кошниците, които произвеждат за туристите.

## Други
- Комуникации в Панама
- Транспорт в Панама
- Армия на Панама
- Външна политика на Панама